# Campaña del Norte de África (Primera Guerra Mundial)
El Campaña del Norte de África de la Primera Guerra Mundial comprende varios frentes geográficamente distintos, el más conocido contra el virreinato turco de Egipto además de distintos levantamientos en las excolonias turcas de Argelia, Túnez, Tripolitania, Fezán y Cirenaica, además de levantamientos en el Marruecos Francés y en la Colonia de Níger, todos ellos asociados al llamado a la yihad contra los países de la Entente proclamada por el sultán turco. 

## Antecedentes
Desde 1516 casi todo el norte de África, con excepción de Marruecos cayó bajo el poder del Imperio Turco Otomano, sin embargo la decadencia del Imperio en el siglo XIX produjo que los turcos empezaran a perder paulatinamente sus colonias en África, partiendo con la pérdida de Argelia a manos de Francia en 1830, luego Túnez en 1881 de nuevo a manos de Francia y finalmente unos pocos años antes de la Primera Guerra Mundial comenzó la Guerra Ítalo-Turca que tuvo lugar entre 1911 y 1912 donde el Imperio Otomano tuvo que ceder Tripolitania, Fezán y Cirenaica a Italia. A pesar de esto el Califa Sanusí continuó la resistencia contra los italianos entre 1912 y 1914 llamando a la yihad. a pesar de los esfuerzos de los sanusíes, los italianos para 1914 tenían conquistada toda Tripolitania, Fezán y la mayoría de Cirenaica, donde solo faltaba el territorio más al interior, correspondiente al distrito de Kufra, donde resistían los Sanusíes con apoyo militar y financiero de los turcos, que si bien habían retirado sus tropas, proveían pertrechos y armas a los sanusíes a través de la frontera entre Egipto y Kufra. 
Marruecos en 1860 perdió la Guerra Hispano-Marroquí y tuvo que ceder la colonia de Ifni a España. Luego desde 1912 España y Francia se habían lanzado a la conquista del país, sin embargo fueron los franceses los que encontraron una mayor resistencia frente a la Confederación Zayana que en la cordillera del Atlas y en el sur del protectorado hacía frente a los franceses que avanzaban lentamente.
Si bien Egipto seguía bajo soberanía turca, comandado por un jedive (Virrey) turco, el Imperio Otomano había permitido desde 1882 que los ingleses estacionaran tropas en Egipto para custodiar el Canal de Suez, hecho a través del cual el Imperio Británico comenzó un solapado control de las actividades en el Virreinato turco de Egipto. 

## Marruecos
En Marruecos la Confederación Zayana estaba en conflicto contra la conquista francesa de Marruecos en lo que se conoce como la Guerra Franco-Zayana que comenzó en la primera parte de 1914. Tras el estallido de la Primera Guerra Mundial parte importante del contingente francés emigró para pelear en Europa, por lo que el conflicto se tornó a favor de los Zayanos que rápidamente recuperaron las ciudades clave de Taza y Jenifra tras la derrota francesa en la batalla de El Herri. Francia reorganizó sus fuerzas disponibles en una «barricada viva», consistente en lugares avanzados formados por sus mejores tropas que protegían el perímetro del territorio francés, con las tropas de menor calidad ubicadas las posiciones de retaguardia. Durante los próximos cuatro años los franceses conservaron la mayor parte de su territorio, a pesar de la inteligencia y el apoyo financiero de las Potencias Centrales daban a la Confederación Zayana a través del Marruecos español, y las incursiones y escaramuzas continuas que reducían las fuerzas francesas. La confederación Zayana no sería totalmente derrotada hasta 1934.

## Cirenaica
En 1915 la entrada de Italia en la guerra y la retirada de buena parte del ejército italiano en Cirenaica para luchar en el frente austriaco, causó que los Sanusíes experimentaran una serie de victorias que les permitieron recuperar la mayor parte de Cirenaica, dejando a los italianos relegados a ciertas ciudades en la costa. El 29 de abril de 1915, los sanusíes derrotaron al coronel Antonio Miani y a la fuerza de la Sirtica, en Gasr Bu Hadi (Qasr bu Hadi o Al Ghardabiya), con 3000–4000 bajas. El material capturado fue enorme, calculado en 6,1 millones de cartuchos de fusil y de ametralladora, 37 piezas de artillería, veinte ametralladoras, 9048 fusiles, 28 281 proyectiles de artillería, y 37 camiones. Los sanusíes capturaron más armas italianas que las entregadas por los otomanos y los alemanes. Los italianos pronto abandonaron Bu Njem y en 1916, un contingente sanusí comandado por Ramadán al-Shtaiwi invadió la Tripolitania. 
En marzo de 1916, Sayed Hilal, un pariente joven de Sayed Ahmed, se presentó ante los italianos en Tobruk, buscando aparentemente comida para los pueblos hambrientos de la Marmárica. Los italianos lo indujeron a convencer a los Aibadat de entregar 1000 fusiles a cambio de comida y sus buenos oficios se usaron para entrar en el puerto de al-Burdi Sulaiman sin resistencia en mayo y luego en el antiguo campamento de Ahmed Sayed en Masa'ad. Sus actividades deshonraron a Idris Sayed y las negociaciones entre una comisión anglo-italiana e Idris en al-Zuwaitina se rompieron. Luego de reconquistar Egipto los británicos lanzaron una ofensiva en conjunto con los italianos y, en 1917, se reanudaron las conversaciones en Akrama (Acroma) y se llegó a un acuerdo. Las cuestiones de desarmar a la población y del estatuto de la ley islámica se dejaron para el futuro, pero la lucha en la Cirenaica llegó a su fin.

## Tripolitania
Las tropas italianas capturaron Ghat en el suroeste de la provincia en agosto de 1914, lo que provocó un levantamiento y obligó a los italianos a abandonar Ghat y Gadamés. El llamado a la yihad tuvo más efecto entre los sanusíes que en cualquier otro lugar y Ahmad comenzó la yihad en Fezán, en el sur de Libia. Los italianos recapturaron Gadames en febrero de 1916, pero el bloqueo contra los sanusíes tuvo poco efecto militar, ya que estaban bien equipados con armas italianas capturadas; las guarniciones italianas en la Cirenaica fueron retiradas para reforzar el oeste. Las operaciones otomano-alemanas en la Tripolitania tenían su base en Misurata, donde cada dos semanas arribaba un submarino para entregar armas y municiones, y en mayo de 1917 se construyó una estación de telégrafo sin hilos. Las tropas otomanas establecieron una veintena de puestos en la costa y para 1918 tenían 20 000 tropas regulares, un número similar en entrenamiento y otros 40 000 reservistas sin entrenamiento.. En la Tripolitania, las tropas locales bajo los soldados regulares de al-Shtaiwi y otomanos bajo Nuri Bey y Sulaiman al-Barouni, resistieron a los italianos hasta el final de la guerra. El análisis arqueológico del salar de Kallaya, el sitio de una pequeña escaramuza entre sanusíes y tropas anglo-italianas el 14 de noviembre de 1918, muestra que tenían fusiles rusos capturados por alemanes y austrohúngaros en el Frente Oriental y enviados a Libia a través de los otomanos.

## Egipto
Al unirse el Imperio otomano  a las pontencias centrales el 14 de noviembre de 1914, el sultán otomano proclamó la Yihad y trató de crear una distracción para sacar a las tropas británicas de la Campaña del Sinaí y Palestina alzando a los musulmanes contra los británicos, franceses e italianos. Para evitarlo en Egipto, los británicos depusieron al jedive (Virrey turco) Abbas II Hilmi, que siguiendo al sultán turco, había apoyado a los Imperios Centrales, sustituyéndolo por su tío Hussein Kamel, así pusieron fin a la soberanía otomana, declarando la soberanía británica sobre Egipto y defendieron el canal de Suez contra el ataque turco-alemán a través del Sinaí en 1915. Los británicos tuvieron que hacer frente a la resistencia pro otomana de la población egipcia que tenía su base de operaciones en el poblado de Siwa y que no fue derrotada hasta 1917. El Gran Senussi de Libia se puso de parte del Imperio Otomano en contra del Imperio Británico y el Reino de Italia.  El Estado italiano deseaba preservar los logros alcanzados en la Guerra Italo-Turca por lo que al estallido de la guerra seguía combatiendo a los Sanusíes. 
En el verano de 1915, luego de la conquista de Fezán y los apabullantes éxitos sanusíes frente a los italianos en Cirenaica y Tripolitania que los redujeron a partes de la costa, el Imperio Otomano persuadió al Gran Senussi Ahmed Sharif para atacar desde el oeste a Egipto ocupado por los británicos, levantar la yihad y fomentar una insurrección en apoyo de una ofensiva otomana contra el Canal de Suez desde el este. El Senussi cruzó la frontera entre Cirenaica y Egipto por la costa, en noviembre de 1915. Las fuerzas del Imperio Británico sufrieron una serie de derrotas al principio y luego derrotaron al Senussi en varias escaramuzas, incluida la acción de Agagia. Los británicos re-capturaron el territorio a lo largo de la costa en marzo de 1916, con la Fuerza de fronteras occidental de la Fuerza Expedicionaria egipcia, que incluyó la primera Brigada de Infantería sudafricana. Sin embargo los Sanusíes empezaron a avanzar por el interior de Egipto a través de los oasis incorporando en cada poblado más combatientes y apoyando a la resistencia local a la dominación británica. Estuvieron a punto de llegar al Nilo cuando empezaron a experimentar una serie de derrotas que terminaron por expulsarlos del Egipto ocupado. La Campaña de los Sanusies para expulsarlos de Egipto, tuvo lugar del veintitrés de noviembre 1915 a febrero de 1917.

## Argelia
En 1915 se produce un levantamiento armado en la Argelia francesa que fue liderado por los líderes tribales de las cabilas de la región, hartos de la política de reclutamiento forzoso llevada a cabo por los franceses que habían impuesto el servicio militar obligatorio y animados por los éxitos de los Sanusíes en Tripolitania y Cirenaica, deciden sumarse al llamado a la Yihad del sultán otomano y tomar las armas contra los franceses. El levantamiento comienza en la región de Batna y rápidamente se propaga a otras áreas de Argelia, logrando reunir más de 4.000 tropas. Los rebeldes que eran en su mayoría bereberes y árabes, atacaron a las tropas francesas y a los colonos europeos y lograron controlar un gran número de ciudades y pueblos. El tamaño del alzamiento fue tal que obligó a los franceses a retirar tropas del frente occidental y llevarlas a Argelia, además de implementar medidas represivas para sofocar la rebelión. La represión fue brutal y luego de numerosas batallas el levantamiento terminó de ser aplastado en abril de 1917. Los rebeldes sobrevivientes luego fueron perseguidos y castigados, y muchos de ellos fueron encarcelados o ejecutados.

## Túnez
El 13 de septiembre de 1915, el comandante sanusí Khalifa ben Asker invadió el Protectorado francés de Túnez, capturando Dehiba al sur de Tataouine. Los franceses estaban ocupados con la rebelión en el sur de Argelia y habían dejado indefenso el sur de Túnez. Los sanusíes encontraron poco apoyo por parte de los habitantes de la región y los líderes sanusíes estaban enojados con Khalifa ben Asker por haber llevado a los franceses a la batalla. Ellos veían que la guerra era solamente contra los italianos y los británicos, no deseando provocar a los franceses. Los sanusíes arrestaron a Khalifa ben Asker y sus fuerzas se retiraron de Túnez.

## Sudán
En 1916 ante el éxito del avance Sanusí hacia Egipto desde el oeste, se organiza en Sudán la invasión del Sultanato de Darfur que se llevó a cabo para prevenir una posible invasión del Sudán británico y de Egipto por parte del líder de Darfur, el sultán Ali Dinar, que se creía que estaba en alianza con los Sanusíes y el Imperio Otomano. El ejército británico organizó una fuerza de 2000 hombres en Rahad, una cabeza de ferrocarril a 320 km al este de la frontera de Darfur con Sudán. El 16 de marzo, la fuerza cruzó la frontera montada en camiones desde una base avanzada establecida en Nahud, a 140 km de la frontera, con el apoyo de cuatro aviones. En mayo, la fuerza estaba cerca de la capital de Darfur, El Fasher. En la batalla de Beringia el 22 de mayo, el Ejército Darfurés fue derrotado y los ingleses capturaron la capital al día siguiente. Alí Dinar y 2000 de sus tropas se habían ido antes de su llegada y, mientras avanzaban hacia el sur, fueron bombardeados desde el aire. Las tropas francesas apostadas en la frontera entre Chad y Darfur impidieron una retirada del ejército de Darfur hacia el oeste. Dinar se retiró a las montañas de Marra a 80 km al sur de El Fasher. El 13 de octubre tuvo lugar una batalla en Dibbis, tras la derrota el Sultán huyó al suroeste a Gyuba y se envió una pequeña fuerza en su persecución. Al amanecer del 6 de noviembre, los británicos vencieron en la batalla de Gyuba y las tropas restantes de Dinar se dispersaron. El cuerpo del sultán se encontró a 1,6 km del campamento. Después de la expedición, Darfur pasó a formar parte del Imperio Británico que lo incorporó a su colonia de Sudán.

## Níger
En Níger Ag Mohammed Wau Teguidda Kaocen (1880-1919), el jefe de la confederación tuareg de Ikazkazan, había atacado a las fuerzas coloniales francesas desde 1909. El sultán de Agadez convenció a los franceses de que las confederaciones tuareg permanecían leales y las fuerzas de Kaocen sitiaron y derrotaron a la guarnición francesa en 1916. Kaocen, su hermano Mokhtar Kodogo y más de 1.000 asaltantes tuareg, armados con rifles y un cañón de campaña capturado del Ejército Real Italiano en Tripolitania donado por los sanusíes, derrotaron a varias columnas de socorro francesas en lo que se conoce como la Rebelión tuareg. Los tuaregs se apoderaron de las principales ciudades del Aïr, incluidas In-Gall, Assodé y Aouderas. En 1917, una gran fuerza francesa desde Zinder comenzó a recuperar las ciudades. Se tomaron represalias masivas contra la población local, aunque muchos no eran ni tuareg ni rebeldes. Los franceses mataron sumariamente a 130 personas en público en Agadez e In-Gall. Kaocen huyó al norte; en 1919 fue asesinado por la milicia local en Mourzouk. El hermano de Kaocen fue asesinado por los franceses en 1920 después de que una revuelta que lideró entre los Toubou y Fula en el Sultanato de Damagaram fuera derrotada.